# Sigmatomera (Austrolimnobia) rufa
Sigmatomera (Austrolimnobia) rufa is een tweevleugelige uit de familie steltmuggen (Limoniidae). De soort komt voor in het Australaziatisch gebied.